# Rafael Ferrer y Bigné
Rafael Ferrer y Bigné (Valencia, 12 de enero de 1836-Valencia, 20 de febrero de 1892) fue un abogado, erudito y poeta español, perteneciente a la generación moderada de la Renaixença valenciana.

## Biografía
Nació el 12 de enero de 1836 en una familia burguesa muy vinculada a la actividad cultural y comercial de la ciudad. Su padre, Melchor Ferrer Lacosta, fue diputado provincial y miembro de la Academia de Bellas Artes de San Carlos, y su madre, Josefa Bigné Gassin, fue hija de burgueses de la industria textil instalados en Valencia, que emigraron desde el sur de Francia. Su abuelo Melchor Ferrer Pueyo fue decano del tribunal de comercio del Consolat del Mar, fabricante de licores y aguardiente y destacado exportador.
Después de estudiar en las Escuelas Pías entró en la universidad para estudiar Filosofía y Leyes. También se formó como traductor y pintor. Sus primeros trabajos literarios los leyó en la tertulia del poeta Vicente W. Querol. 
Aunque empezó a trabajar en 1859 como pasante en el despacho del abogado Eduardo Attard, no ejerció con regularidad la profesión hasta 1871 en juzgados de primera instancia y en la fiscalía de la Audiencia.  Por razones de salud prefirió en la década de los años 1860 dedicarse a la investigación histórica y escritura, formando parte del grupo literario vinculado a la Renaixença, movimiento cultural de carácter valencianista que lideraba en Valencia el poeta, periodista y político Teodor Llorente.

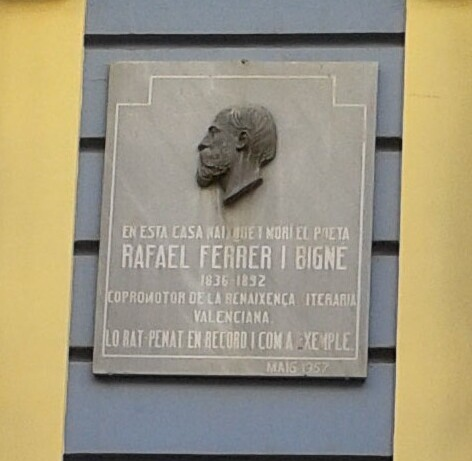

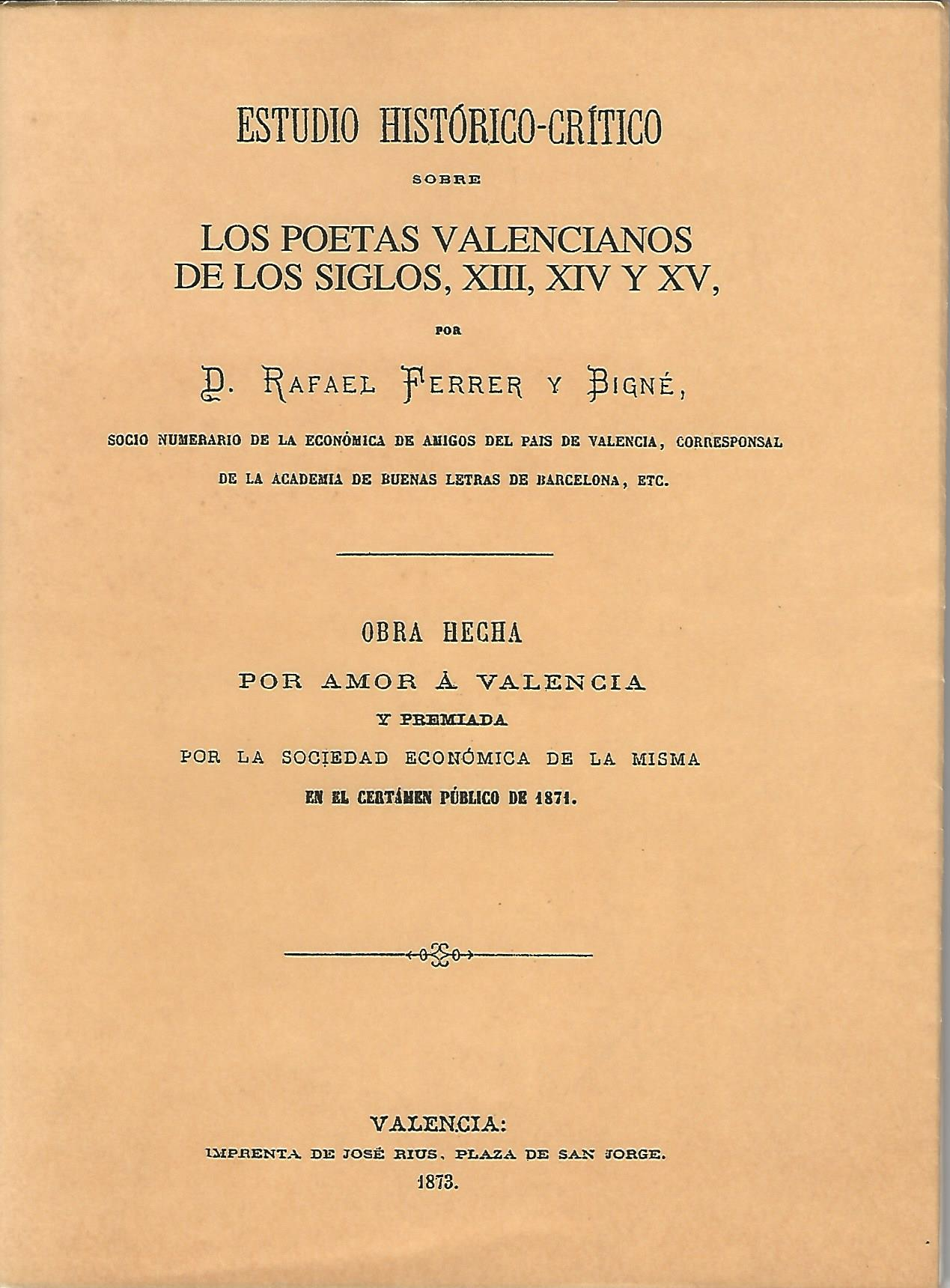

Como periodista especializado en informaciones cultural y jurídica escribió en La Opinión, El Eco del Turia, La Ilustración Valenciana, El Museo Literario, La Violeta y otras numerosas publicaciones de difusión nacional. En Cataluña mantuvo una colaboración estable con la revista Lo Gai Saber. En 1866 formó parte de la redacción fundacional del periódico Las Provincias, con cuyo director y propietario, Teodor Llorente, siempre mantuvo una estrecha colaboración y amistad. Dirigió la revista anual Almanaque de Valencia, en 1864 y 1865, iniciativa precursora del almanaque que comenzó a publicar Las Provincias en 1879.
En 1868 formó parte de la delegación valenciana, junto con Llorente, Querol y Labaila, invitada a participar en los Jocs Florals de Barcelona, organizados por Víctor Balaguer, con quien mantuvo una polémica al defender el apoliticismo, el nombre genérico de lengua llemosina para el catalán y el regionalismo en el seno de la Renaixença. Sin embargo no puso en cuestión la unidad lingüística del idioma catalán en tierras de la antigua Corona de Aragón. Ese mismo año ingresó en la Reial Acadèmia de Bones Lletres de Barcelona y en 1871 fue nombrado mantenedor de los Jocs Florals de la ciudad condal.
Con su grupo de amigos (Pizcueta, Llorente, Boix, Labaila y Querol) y después de pactar con los republicanos de Constantí Llombart, impulsó en 1878 la creación de la sociedad valencianista Lo Rat Penat, de la que fue presidente entre 1881 y 1882.
En 1863 ingresó en la Sociedad Agrícola Valenciana en representación de los intereses arroceros del patrimonio familiar. Tiempo después formó parte de la junta provincial de Agricultura, Industria y Comercio. También ingresó en la Academia Valenciana de Legislación y Jurisprudencia y fue bibliotecario de la Sociedad Económica de Amigos del País. En 1875 se incorporó a la Academia de Bellas Artes de San Carlos, de cuya junta de gobierno fue miembro coincidiendo con la presidencia del historiador Vicent Boix.
Visitó la Exposición Universal de París (1867) y formó parte de la junta española de la Exposición Internacional de Bellas Artes de Munich (1883).
Se casó con Carmen Estellés Rubio en 1872 y ambos tuvieron tres hijas (María, Carmen y Josefa, que murió a los once meses) y un hijo (Rafael). Vivieron en Valencia y pasaron temporadas en Altura, Silla y Macastre (provincia de Valencia).
En 1957 Lo Rat Penat colocó una lápida conmemorativa en el número 21 de la calle Quart, casa donde murió a causa de una bronconeumonía crónica.
En 1960 el Ayuntamiento de València aprobó el nombre de la calle Ferrer i Bigné para la antigua calle Mayor de la pedanía norte de Benifaraig.
En 2019 el periodista Jaime Millás Covas publica su biografía después de realizar un amplio trabajo de investigación sobre los materiales y documentos que conserva el archivo familiar de Ferrer i Bigné. El título del libro es "Memòria d'un poeta de la Renaixença. Rafael Ferrer i Bigné (1836-1892)", editado conjuntamente por Editorial Sargantana y el organismo público Institució Alfons el Magnànim, dependiente de la Diputació de València.  Paralelamente ambos editores han publicado la biografía en versión castellana en la colección Personajes Ilustres.
Los herederos del poeta han depositado el archivo familiar del poeta en la Biblioteca Històrica de l'Universitat de València para que pueda ser consultado por los investigadores y los estudiantes universitarios interesados en la historia de la literatura valenciana.

## Obra literaria
Solo publicó un ensayo y una pieza teatral, pero dejó guardados en su archivo personal los manuscritos de los tres volúmenes de El Parnàs Valencià, antología de los literatos que escribieron en valenciano desde el siglo XIII al XIX, proyecto en parte inédito que debió compartir con Teodor Llorente. También en su archivo se conservan numerosos poemas en valenciano y en castellano, así como traducciones líricas del francés, portugués, inglés y latín, que no fueron recopilados en libros. Buen número de ellas las publicó en prensa.
- Red de novios (Librería de Juan Mariana y Sanz, 1964), comedia firmada con las siglas D.R.F.B. para mantener el anonimato.
- Estudio histórico crítico sobre los poetas valencianos de los siglos XIII, XIV y XV (Imprenta José Rius, 1873). Fue traducido al catalán por Josep Fiter i Anglés en la revista Lo Gai Saber en 1878.

De su producción poética en valenciano destacan los siguientes títulos:
- “Les tres germanes” (1865)
- “La creuhada d’els poetes” (1866)
- “Tirant la joia. Romans” (1867)
- “Lo Rat Penat” (1879)

## Premios
- Medalla de oro en el certamen poético dedicado a ensalzar a la Virgen de los Desamparados, patrona de Valencia, por el poema “Tirant la joia” en 1867.
- Premio de la Sociedad Económica de Amigos del País (1871) a su ensayo sobre los poetas valencianos de los siglos XIII, XIV y XV.
- Premio mandolina d’argent en los Jocs Florals de Lo Rat Penat (1879) por el poema “Lo Rat Penat”.